# Refugio de Pineta
El Refugio de Pineta se encuentra a 1.240m al fondo del Valle de Pineta justo al lado del parque nacional de Ordesa y Monte Perdido. 
Administrativamente está situado dentro del término municipal de Bielsa, en la comarca del Sobrarbe, en la provincia de Huesca en la comunidad autónoma de Aragón (España).
Es un refugio de montaña guardado con capacidad por 71 personas. Dispone de mantas, colchones, agua caliente, cocina libre, lavabos y duchas,  calefacción, bar, servicio de comidas, taquillas, calzado de descanso y aula polivalente.

## Actividades
Desde el refugio de Pineta se pueden realizar varias actividades, como senderismo siguiendo el sendero de largo recorrido GR 11 y el GR 19 Senderos del Sobrarbe así como travesías al Refugio de Góriz, al circo de Gavarnia, en el Valle de Rio Real, etc. 
También ascensiones míticas de los  tresmiles de la zona, como el Monte Perdido (3.355m), el Cilindro de Marboré (3.335m) o el Pico de Marboré (3.248m), Astazu Oriental (3.071m) y el Occidental (3.012m), Chinipro, La Munia, Robiñera, Peña Blanca, etc. En invierno se puede realizar esquí de montaña y alpinismo.

## Acceso
Desde Bielsa, siguiendo durante 12 kilómetros la carretera A-2611 hasta el refugio.